# Daniela Kosán
Daniela Kosán (Maracay, 24 de fevereiro de 1974) é uma modelo e apresentadora venezuelana.